# 광적도서관
광적도서관은 경기도 양주시에 있는 도서관이다.

## 연혁
- 2016.12.20. 광적도서관 개관

## 시설현황
- 2층: 유아자료실, 어린이자료실, 일반자료실(※통합데스크), 수유실
- 1층: 사무실, 북카페, 다목적실(문화강좌실)

## 이용 안내
이용 시간
- 평일 09:00~22:00 (유아/어린이자료실 09:00~18:00)

- 주말 09:00~18:00

휴관일
- 매주 월요일 및 국경일
- 임시휴관일: 도서관장이 어쩔 수 없는 이유로 필요하다고 하는 날